# Sangokushi Retsuden: Ransei no Eiyū Tachi
Sangokushi Retsuden: Ransei no Eiyū Tachi (三国志列伝 乱世の英雄たち) est un jeu vidéo de grande stratégie sorti en 1991 sur Mega Drive. Le jeu a été développé et édité par Sega. Il fait partie de la série des Romance of the Three Kingdoms, mais n'est sorti qu'au Japon.